# حسن‌آباد (رضویه)
حسن‌آباد روستایی در دهستان آبروان بخش رضویه شهرستان مشهد استان خراسان رضوی ایران است.

## جمعیت
بر پایه سرشماری عمومی نفوس و مسکن در سال ۱۳۹۵ جمعیت این روستا ۲۵۷ نفر (۷۲خانوار) بوده‌است.